# Sanmenxia
Sanmenxia is een stadsprefectuur in het westen van de Chinese provincie Henan, Volksrepubliek China. Sanmenxia ligt aan de Huanghe. Sanmenxia grenst in het oosten aan Luoyang, in het zuidoosten aan Nanyang, in het westen aan de provincie Shaanxi en in het noorden aan de provincie Shanxi.
Ten oosten van de stad ligt de Sanmenxiadam in de Gele Rivier.